# Cala Bot
La cala Bot és una petita platja semi-urbana del municipi de Mont-roig del Camp (Baix Camp), situada en un tram de costa rocallosa enfront de Miami Platja, declarat espai natural protegit, entre la cala Califòrnia, al nord-est, i la cala del Pescador, al Sud-oest. Rodejada de pins i arbusts, té una longitud de 105 metres i una amplada de 30 metres, formada per sorra fina i daurada. Disposa de servei de neteja i guingueta.

## Toponímia
El nom de la cala ja apareixia en un mapa de 1887 del capità de fragata Rafael Pardo de Figueroa. El seu nom possiblement sigui degut a una barca que varava en aquesta platja.